# Günthersleben-Wechmar
Günthersleben-Wechmar település Németországban, azon belül Türingiában. Lakosainak száma 3033 fő (2010).

## Népesség
A település népességének változása:

| 2010 | 3 033 |